# Mehmet Kurtuluş
Mehmet Kurtuluş es un actor y productor turco-alemán, más conocido por haber interpretado a Gabriel en la película Kurz und schmerzlos, a Cenk Batu en la serie alemana Tatort y a Derviş Mehmed Pasha en la serie turca Muhteşem Yüzyıl Kösem.

## Biografía
Nacido en Uşak, Turquía, emigró junto a su familia a Salzgitter, Baja Sajonia, Alemania a los 18 meses a la edad. Su hermano Tekin Kurtuluş también es actor.
En 2004 conoció a la presentadora de televisión alemana Désirée Nosbusch. En 2007 contrajeron matrimonio y se divorciaron en 2013.

## Carrera
En 1991 comenzó su carrera en la actuación en "Staatstheater Braunschweig". En 1995 apareció en la serie Evelyn Hamanns Geschichten aus dem Leben, donde dio vida a Hassan durante el segmento "Only You".
En 2002 apareció en la película Equilibrium, donde interpretó al coordinador de la búsqueda. En 2004 dio vida a un barman en Estambul de la película alemana Gegen die Wand, Mehmet también participó como coproductor en la película. En 2007 se unió al elenco principal de la primera temporada de la popular y exitosa serie alemana Tatort, donde dio vida al inspector en jefe de la policía Cenk Batu.
En 2015 se unió al elenco principal de la popular serie turca Muhteşem Yüzyıl Kösem, donde interpretó a Derviş Mehmed Pasha hasta 2016.

## Filmografía

### Series de televisión
| Año             | Título                                   | Personaje           | Notas                                      |
| --------------- | ---------------------------------------- | ------------------- | ------------------------------------------ |
| 2018            | The Protector                            | Mazhar              | miniserie                                  |
| 2017 - presente | Culpa - Niemand ist ohne Schuld          | Periodista          | miniserie                                  |
| 2015 - 2016     | Muhteşem Yüzyıl Kösem                    | Derviş Mehmed Pasha | 19 episodios                               |
| 2007 - 2012     | Tatort                                   | Cenk Batu           | 7 episodios                                |
| 2004            | Kasirga insanlari                        | Selçuk              | 3 episodios - miniserie                    |
| 1996            | SK Babies                                | Hakan Yassin        | episodio "Tödliche Geschwisterliebe"       |
| 1995            | Evelyn Hamanns Geschichten aus dem Leben | Hassan              | episodio "Only You/Das Glück ist ein Esel" |
| 1994            | Adelheid und ihre Mörder                 | Hassan              | episodio "Tod in der Geisterbahn"          |

### Películas
| Año  | Título              | Personaje              | Notas |
| ---- | ------------------- | ---------------------- | --- |
| 2024 | Mary                | Baba ben Buta          | Dirigida por D.J. Caruso                                                                                                 |
| 2016 | Tereddüt            | Cem / Esposo de Sehnaz | Dirigida por Yeşim Ustaoğlu                                                                                              |
| 2014 | La gran aventura    | Hazar                  | Junto a Samuel L. Jackson                                                                                                |
| 2014 | Honig im Kopf       | Dr. Holst              | Dirigida por Til Schweiger                                                                                               |
| 2010 | Transfer            | Laurin                 | Dirigida por Damir Lukacevic                                                                                             |
| 2004 | Gegen die Wand      | Barman                 | junto a Birol Ünel, Sibel Kekilli, Catrin Striebeck, Meltem Cumbul, Zarah McKenzie y Stefan Gebelhoff                    |
| 2002 | Equilibrium         | Coordinador            | junto a Christian Bale, Dominic Purcell, Sean Bean, Christian Kahrmann, Sean Pertwee, William Fichtner y Angus Macfadyen |
| 1998 | Kurz und schmerzlos | Gabriel                | junto a Aleksandar Jovanovic, Adam Bousdoukos, Regula Grauwiller, Idil Üner y Ralph Herforth                             |

### Productor
| Año  | Título         | Notas        |
| ---- | -------------- | ------------ |
| 2004 | Gegen die Wand | co-productor |

## Premios y nominaciones
| Año  | Categoría                                                                               | Premio                                    | Serie/Película      | Resultado |
| ---- | --------------------------------------------------------------------------------------- | ----------------------------------------- | ------------------- | --------- |
| 2009 | Best German Actor                                                                       | Golden Camera Award                       | Tatort              | Nominado  |
| 2009 | Best Fiction (junto a Christoph Silber, Thorsten Wettcke y Martin Langer)               | Audience Award of the 'Marl Group'        | Tatort              | Ganadores |
| 2001 | Best Fiction/Entertainment (junto a Fatih Akin, Aleksandar Jovanovic y Adam Bousdoukos) | Adolf Grimme Award                        | Kurz und schmerzlos | Ganadores |
| 1999 | Best Acting                                                                             | New Faces Award                           | Kurz und schmerzlos | Nominado  |
| 1998 | Special Prize (junto a Adam Bousdoukos y Aleksandar Jovanovic)                          | Locarno International Film Festival Award | Kurz und schmerzlos | Ganadores |
| 1998 | Best Actor                                                                              | Thessaloniki Film Festival Award          | Kurz und schmerzlos | Ganador   |